# کوراما-درا
کوراما-درا (به ژاپنی: 鞍馬寺 Kurama-dera)، معبدی در شمال دور کیوتو،  ژاپن است که برخی از گنجینه‌های ملی ژاپن را در خود جای داده است.